# Ontziltingsinstallatie

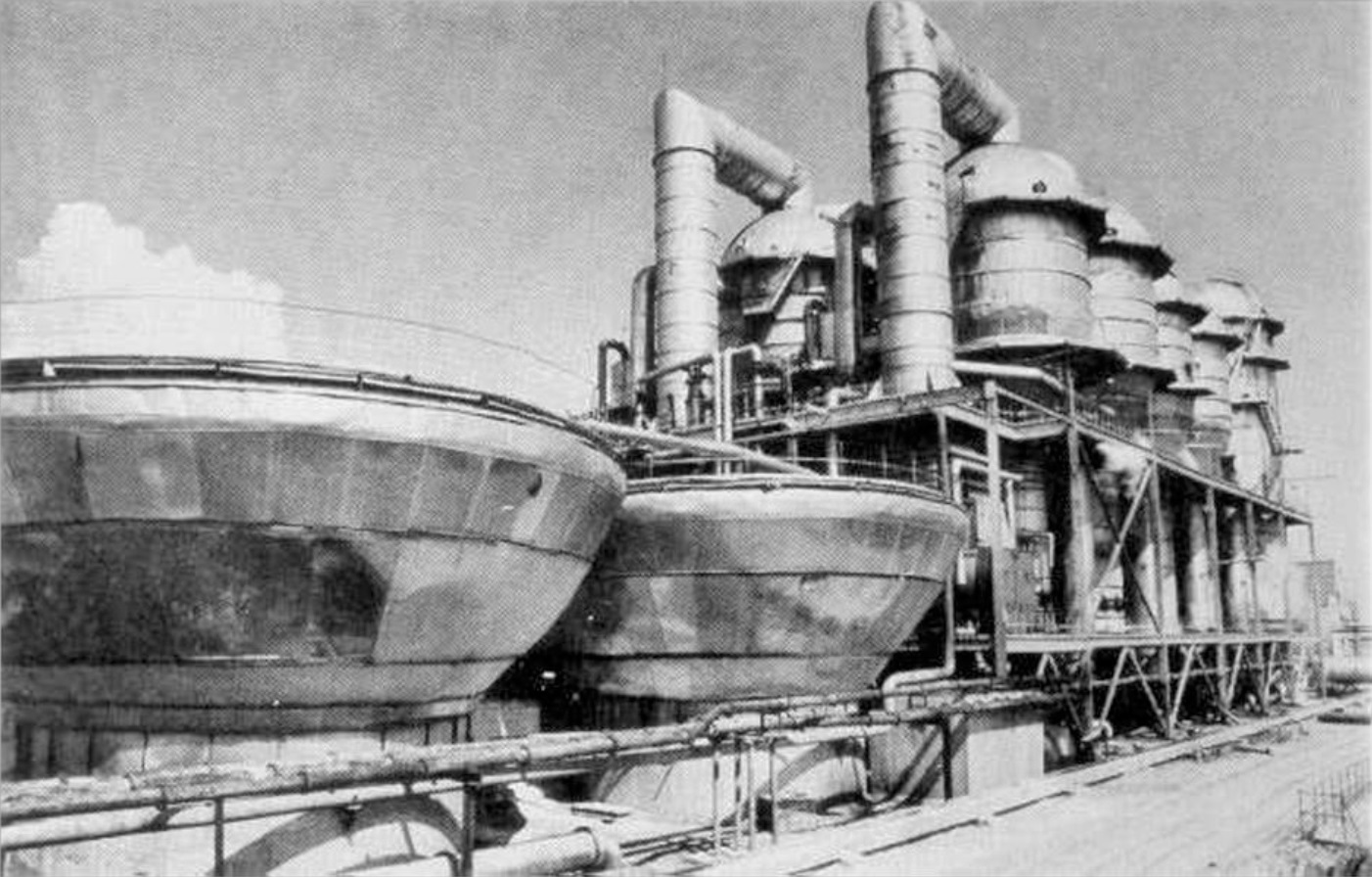
De Shevchenko BN350 ontziltingsinstallatie (Kazachstan) werd nucleair aangedreven

Een ontziltingsinstallatie is een apparaat of fabriek waarin zoet water uit zout water wordt gemaakt. Een ontziltingsinstallatie zorgt voor een betere drinkwatervoorziening. 

## Methoden
Op verschillende manieren kan het zout uit zeewater worden onttrokken:
- destillatie van zeewater (verdamping gevolgd door condensatie)
- vacuümdestillatie
- membraandestillatie
- omgekeerde osmose
- elektrodialyse
- bevriezing

Het proces kost relatief veel energie en is daarom lang niet op alle plaatsen economisch haalbaar. In woestijngebieden kan wel van de overvloedige zonne-energie worden gebruikgemaakt. Er wordt veel onderzoek gedaan naar manieren om het proces goedkoper te maken, bijvoorbeeld destillatie onder verminderde druk waardoor water bij een lagere temperatuur kookt. Ook kan de warmte die bij de condensatie van stoom vrijkomt bij een volgende trap onder lagere druk weer nuttig worden gebruikt. Er wordt tevens onderzoek gedaan naar osmotische membranen.
Het ontzilten van brak grondwater is een eenvoudiger, en daardoor goedkoper proces.

## Toepassing
Minder dan 1% van de wereldwijde watervoorziening is afkomstig uit ontziltingsinstallaties, dit is ongeveer 80 miljoen m3 per dag.
In het Midden-Oosten wordt veel zoet water uit zeewater gemaakt. Zo wordt 70% van het drinkwater in Saoedi-Arabië door ontzilting gewonnen. De grootste ontziltingsinstallatie ter wereld stond in 2011 aan de Israëlische kust bij Hadera. Ongeveer 30% van al het zoete water in Israël kwam dat jaar uit zee. In Carlsbad (Californië) kwam in december 2015 de grootste ontziltingsinstallatie van het Westelijk halfrond in gebruik.